# Lupiñén-Ortilla
Lupiñén-Ortilla (aragonesisch: Lopiñén-Ortilla) ist ein spanischer Ort und eine Gemeinde (Municipio) in den Pyrenäen mit 349 Einwohnern (Stand: 2024). Sie liegt in der Provinz Huesca der Autonomen Gemeinschaft Aragonien. In den 1970er Jahren wurden die damals eigenständigen Gemeinden Lupiñén und Ortilla zusammengelegt. Der Verwaltungssitz befindet sich in Lupiñén. Daneben gehören die Ortschaften Montmesa und Las Casas de Nuevo zur Gemeinde. 

## Lage
Lupiñén-Ortilla liegt etwa 17 Kilometer westnordwestlich von Huesca. Durch die Gemeinde fließt der Río Sotón aus dem Stausee Embalse de la Sotonera ab. Nördlich des Stausees liegt das Biotop Alberca de Albpore. 

## Sehenswürdigkeiten
- Iglesia de San Martin in Lupiñén (Martinskirche)
- Iglesia de San Gil Abad in Ortilla (Ägidienkirche)
- Iglesia de San Miguel in Montmesa (Michaeliskirche)
- Iglesia de San Salvador in Las Casas de Nuevo (Salvatorkirche)
- Ermita de Nuestra Señora de la Huerta in Lupiñén
- Ermita de San Pedro Martír in Lupiñén
- Ermita de Nuestra Señora de la Garganta in Ortilla

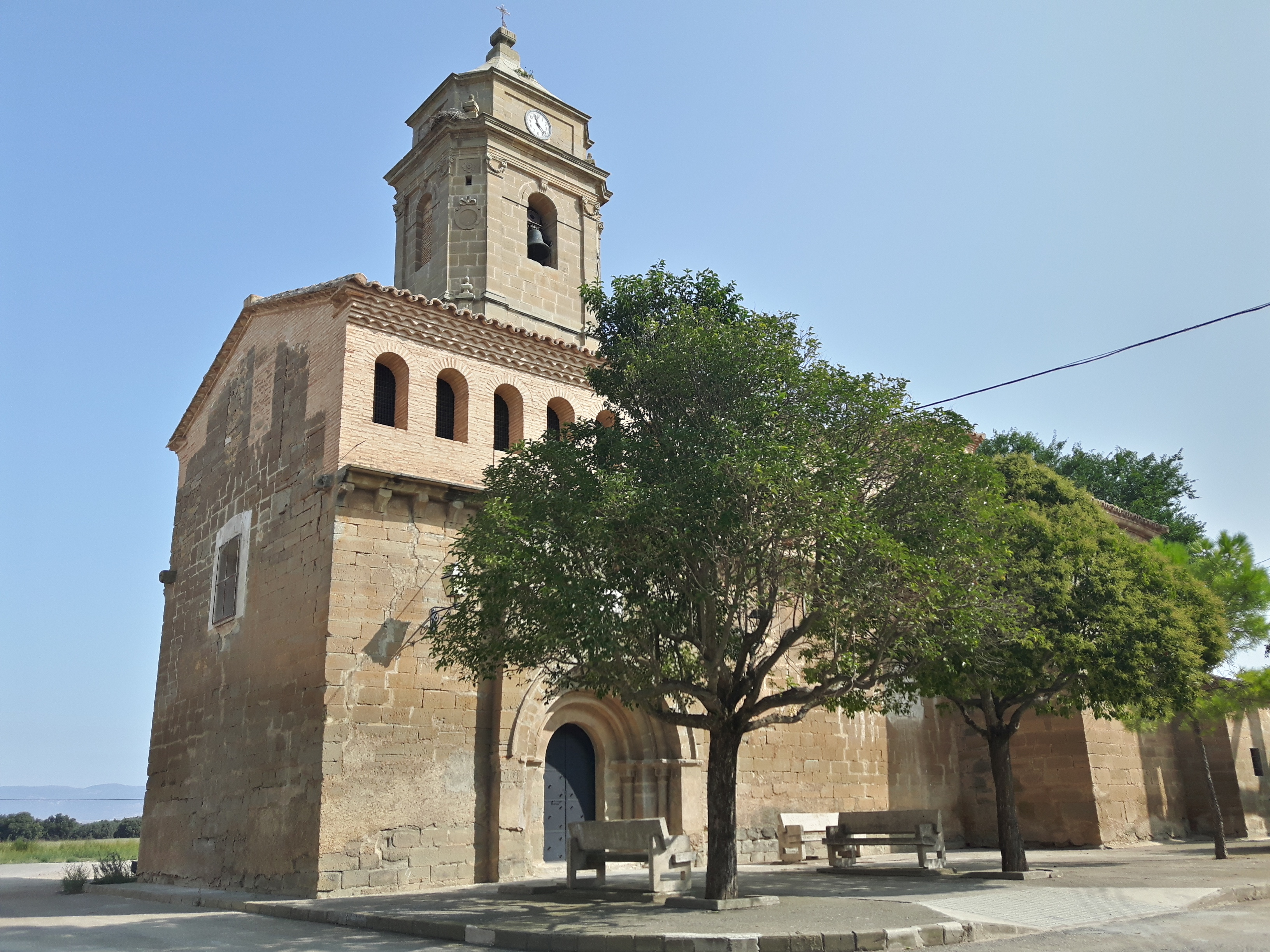
Iglesia de San Gil Abad
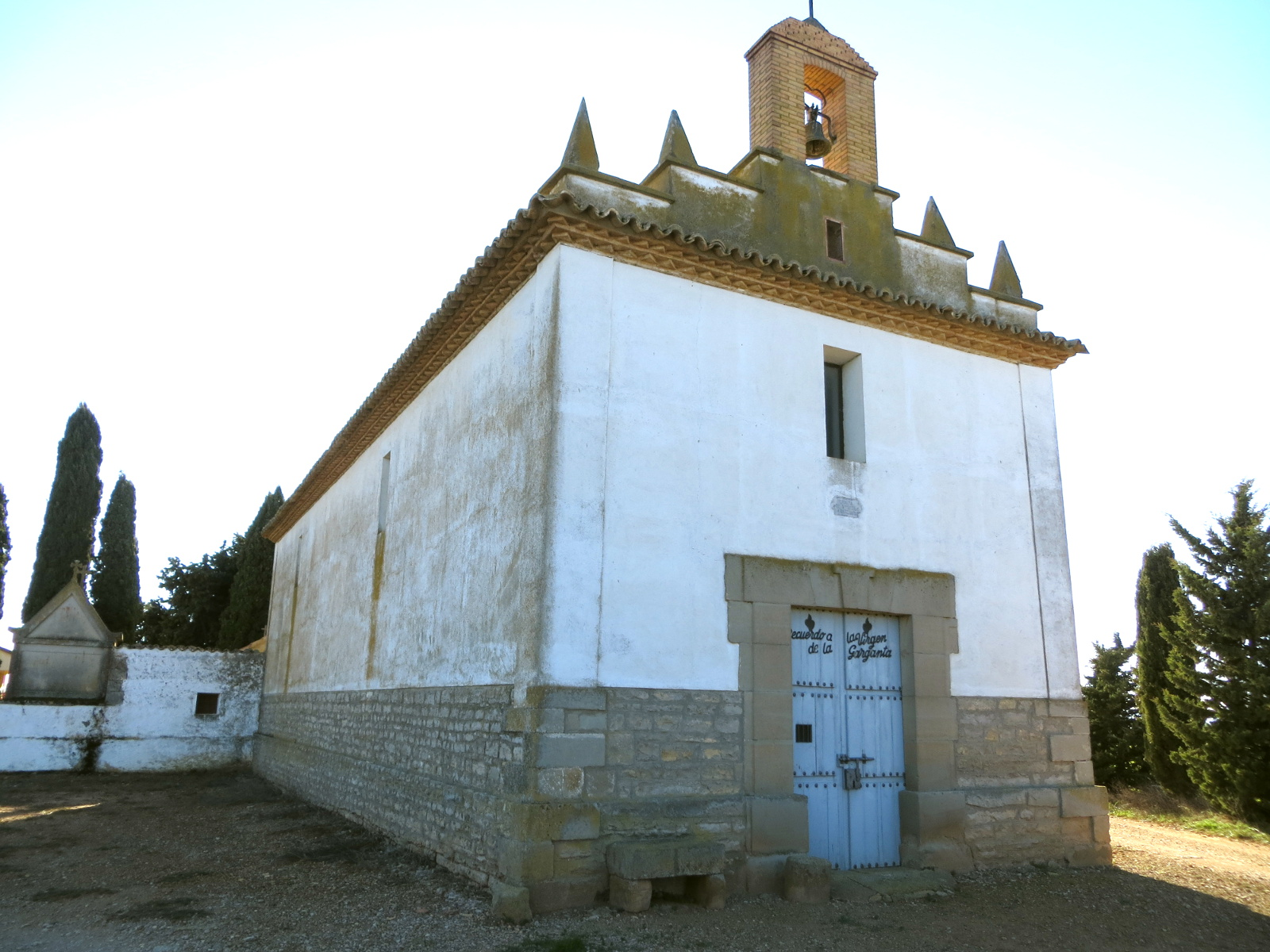
Ermita de Nuestra Señora de la Garganta

## Bevölkerung
| Jahr      | 1981 | 1992 | 2001 | 2011 | 2020 |
| --------- | ---- | ---- | ---- | ---- | ---- |
| Einwohner | 452  | 390  | 355  | 389  | 335  |

## Persönlichkeiten
- Manuel Ruiz Urriés de Castilla (1734–1812), Graf Ruiz de Castilla, königlicher Statthalter in Quito (1806–1810/1811), in Ortilla geboren